# Vieux-Mesnil Churchyard
Vieux-Mesnil Churchyard is een Britse militaire begraafplaats gelegen in de Franse plaats Vieux-Mesnil (Noorderdepartement). De begraafplaats wordt onderhouden door de Commonwealth War Graves Commission.
De begraafplaats telt 3 geïdentificeerde Gemenebest graven uit de Eerste Wereldoorlog.